# Chthonophyle
Chthonophyle (altgriechisch Χθονοφύλη Chthonophýlē) ist eine Figur der griechischen Mythologie. 
Bei Apollonios von Rhodos ist Chthonophyle eine Nymphe, die von Dionysos Mutter des Phlias ist, dem eponymen Heros der Stadt Phleius. Nach Pausanias ist sie die Tochter des Sikyon und der Zeuxippe und von Hermes die Mutter des Polybos. Später heiratet sie Phlias, der bei Pausanias der Sohn des Dionysos und der Araithyrea ist, und wird von ihm Mutter des Androdamas.